# Graphic Converter
Graphic Converter, i utvecklarnas kommunikation GraphicConverter, är ett grafikprogram för Mac OS som har stöd för visning av och export till olika bildformat, samt även för enklare redigering. Cirka 200 bildformat kan visas och cirka 80 bildformat kan exporteras. Exempelvis kan en bild i PICT-format sparas om till JPEG-format.
Programmet har en lång historia och utvecklades först för Mac OS Classic för att sedan anpassas för Mac OS X. För både Mac OS och Mac OS X har programmet anpassats när Apple bytte processorer i datorerna. Sedan Macens övergång från Motorolas 68k-processor till PowerPC (PPC) har det funnits separata versioner för de olika processorerna.
Graphic Converter är översatt till tyska, engelska, franska, danska, svenska, italienska, spanska, tjeckiska, holländska, katalanska och två varianter av kinesiska.

## Versionshistorik
| Version | Datum             | Noter |
| ------- | ----------------- | --- |
| 12.1.1  | 16 april 2024     | |
| 12.0    | 25 februari 2023  | Möjlighet att ändra och spara enbart metadata i en fil, utan att behöva spara om en hela filen. Detta bibehåller bildkvaliteten i filformat som annars har destruktiv komprimering, till exempel JPEG. |
| 11.4    | 25 februari 2021  | |
| 10.0    | ?                 | |
| 9.0     | ?                 | |
| 8.1     | 3 juni 2012       | |
| 8.0     | 19 maj 2012       | Stöd för 64 bitar, ej längre Universal Binary. |
| 7.4     | 11 oktober 2011   | |
| 7.0     | ?                 | Första versionen med stöd för fler språk än tyska och engelska. |
| 6.6     | 4 december 2009   | |
| 6.5     | 20 augusti 2009   | |
| 6.4     | 17 januari 2009   | |
| 6.3     | 4 december 2008   | |
| 6.2     | 10 september 2008 | |
| 6.1     | 18 april 2008     | |
| 6.0     | 27 juli 2007      | |
| 5.7.4   | 5 januari 2006    | Universal Binary (anpassning för Intels x86-arkitektur). |
| 5.0     | 14 mars 2004      | |
| 4.1     | 26 oktober 2001   | |
| 4.0.5   | 24 mars 2001      | Carbon (Mac OS X-anpassning). |
| 3.0     | ?                 | |
| 2.0     | ?                 | |
| 1.0     | ?                 | |